# 안해숙 (탁구 선수)
안해숙(安海淑, 1961년 7월8일 ~ )은 대한민국의 탁구 선수였다. 부산 출신으로 대한민국의 탁구국가대표로서 1977년부터 1983년도까지 활약한 선수이다. 전성기 시절 세계랭킹 7위까지 하며 수비선수로서 맹활약 했었다.

## 경력
- 1977 05.26 캐나다오픈 선수권 대회 단체2위, 개인3위, 혼복1위
- 1979 03.25 제5회 스코트랜드 오픈 챔피언대회 단식1위
- 1980 02.22 서독국제오픈탁구선수권대회 단체3위
- 1980 11.27 제23회 스칸디나비아오픈 오픈 단체2위, 복식1위
- 1981 01.22 81웨일즈오픈탁구선수권대회 단식1위, 복식2위
- 1981 04.14 제36회 세계탁구선수권대회(유고노비사드) 단체2위, 복식3위
- 1981 06.17 제51회 전미오픈탁구대회 복식1위, 단체 2위, 단식3위
- 1981 12.03 제24회 스칸디나비안 오픈탁구선수권대회 단식3위, 복식3위
- 1981 12.11 81년도 핀란드 오픈탁구선수권대회 단체3위, 단식3위, 복식2위, 혼복2위
- 1982 01.07 제54회 영국오픈국제탁구선수권대회 단체3위, 복식3위
- 1982 01.21 제30회 서독국제오픈탁구 선수권대회 단체1위, 단식1위, 복식1위, 혼복3위 - 대회3관왕
- 1982 08.25 제02회 서울오픈국제탁구선수권대회 복식1위, 혼복3위
- 1982 11.19 제09회 아시아경기대회 단체2위, 복식3위
- 1984 09.02 세계대학생탁구선수권대회 단체1위

## 선수활동
- 1980.03. - 1983.06. 동아그룹 실업팀 선수
- 1991.07. - 1998.07. 독일 분데스리가 FC Langweid 선수겸 코치

## 학력
- 대창초등학교 졸업
- 계성여자중학교 졸업
- 계성여자상업고등학교 졸업
- 창원대학교 사회과학대 법학과 졸업

## 서훈
- 1980.12.8 기린장(체육훈장)
- 1982.9.21 백마장(체육훈장)
- 1984 대통령표창